# London Hard Court Championships 1971
Il London Hard Court Championships 1971 è stato un torneo di tennis facente parte del Women's International Grand Prix 1971. Il torneo si è giocato a Londra in Gran Bretagna dal 10 al 15 maggio 1971 su campi in terra rossa.

## Vincitori

### Singolare
Margaret Smith-Court ha battuto in finale  Françoise Dürr con il punteggio di 6–0 6–3

### Doppio
Rosie Casals /  Billie Jean King hanno battuto in finale  Margaret Smith-Court /  Evonne Goolagong Cawley con il punteggio di 6–1 6–4